# Der Ritter aus dem All
Der Ritter aus dem All (Originaltitel: Suburban Commando) ist eine Action-Komödie von Burt Kennedy. Der Wrestler Hulk Hogan hat in diesem Film von 1991 seine zweite Hauptrolle als Schauspieler.

## Handlung
Shep Ramsey ist ein intergalaktischer Held mit riesiger Muskelkraft, die noch durch seinen Raumanzug verstärkt wird. Als er wieder einmal die Galaxis vor General Suitor retten muss, stirbt der Präsident Hashina. Sheps Vorgesetzter stellt ihn zur Rede, und voller Wut zerstört Shep die Kontrolle seiner Rettungskapsel. Er muss auf dem Planeten Erde notlanden und dort einige Wochen ausharren, bis seine Kapsel genug Energie getankt hat.
Ramsey kommt bei Charlie Wilcox, einem schüchternen Architekten, unter, der für seinen Chef Adrian Beltz die Drecksarbeit erledigen muss und sich nicht einmal traut, um eine Gehaltserhöhung zu bitten. Seine Frau Jenny vermietet seine ehemalige Werkstatt als Apartment, und der hünenhafte Riese zieht ein. In den nächsten Tagen erlebt Shep skurrile Situationen in dem kleinen Vorort und richtet aus Gutmütigkeit einen Haufen Unsinn an. So quält er einen Pantomimen, den er mehrmals in Not vermutet, und wirft ein Skateboard ins Weltall. Charlie entdeckt einen Phaser in Sheps Zimmer und feuert diesen versehentlich ab. Ein Raumschiff mit zwei intergalaktischen Kopfgeldjägern kommt so auf die Spur von Shep.
Shep geht zu seinem Raumschiff und wird dabei von Charlie verfolgt. Als Shep mit den Wartungsarbeiten fertig ist und wieder nach Hause geht, betritt Charlie das Raumschiff und spielt mit den Utensilien herum. Mit einem Röntgenfernglas beobachtet er, wie zwei Punks eine Frau vergewaltigen wollen, steigt in den Raumanzug und rettet die Frau eher aus Versehen vor den Kriminellen. Dabei lässt er eine Eiswaffe liegen. Als Shep dahinterkommt, ist es schon zu spät. Die Kriminellen haben die Waffe für einen Banküberfall eingesetzt und die gesamte Belegschaft, die Kunden und die anrückende Polizei vereist. Shep und Charlie können den Banküberfall zwar vereiteln, doch die Energie der Waffe hat gereicht, um die Kopfgeldjäger endgültig auf die Spur von Shep zu locken. Shep und Charlie können gerade noch fliehen.
Gemeinsam hecken sie einen Plan aus, für den sie die Kristalle von Charlies Chef benötigen. Auf einer großangelegten Party für die neuen japanischen Investoren kommt es zu einem großen Showdown. Shep bleibt siegreich und will gerade die Erde verlassen. Doch inzwischen ist General Suitor auf der Erde gelandet und hat Charlies Frau und dessen Kinder entführt. Shep schafft es mit Hilfe von Charlie, den General zu überwältigen. Anschließend fliegt er zurück ins All. Charlie hat nun endlich Selbstvertrauen gewonnen und schmeißt seinen Job hin.

## Hintergrund
Ursprünglich sollten Danny DeVito und Arnold Schwarzenegger die Hauptrollen in dem Film erhalten, doch die beiden entschlossen sich, die Komödie Twins – Zwillinge zu drehen. Das Projekt wurde dann zwei Jahre später dem WWF-Star Hulk Hogan angeboten, der nach Hulk Hogan – Der Hammer seine zweite Hauptrolle spielte. Im Film ist außerdem der Wrestler Mark Calaway (The Undertaker) zu sehen, der 1990 sein Debüt bei der WWF gab.
Der Spezialeffekt-Techniker Michael Colvin starb bei den Dreharbeiten zum Film, als er versehentlich durch eine Falltür fiel.

## Veröffentlichung
Der Film erschien 1991 in den USA und wurde in Deutschland am 31. Oktober 1991 als Videopremiere von Highlight und Arcade veröffentlicht. Eine DVD-Version ist bisher nur in den Vereinigten Staaten und Großbritannien erschienen. In Deutschland kann der Film mittlerweile digital erworben und geliehen werden. Zur Promotion wurde 1993 außerdem ein Computerspiel von Alternative Software für Amiga 500, Commodore 64 und MS-DOS veröffentlicht.

## Kritiken
„Unterhaltsames Weltraum-Märchen, das seinen komischen Reiz weitgehend den sehr gegensätzlichen Hauptfiguren verdankt.“